# Vogelfuß

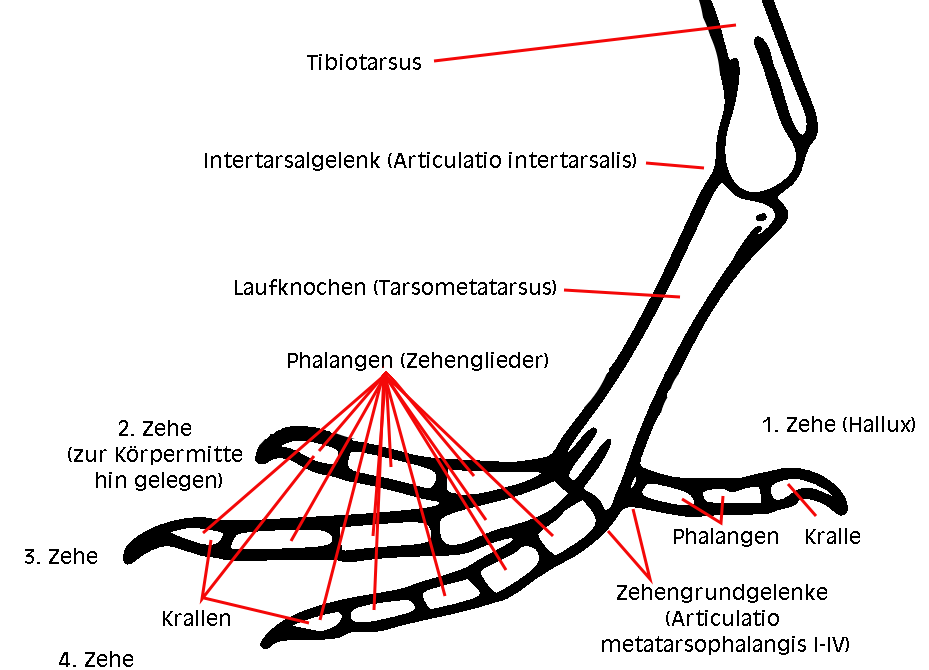
Fußskelett mit anisodactyler Zehenanordnung

Der Fuß der Vögel oder Lauf weist eine Reihe morphologischer Unterschiede zum Fuß anderer Landwirbeltiere auf. Die Anzahl der Zehen variiert artspezifisch zwischen zwei und vier, Letzteres ist die Regel. Der Vogelfuß ist zumeist unbefiedert und mit Hornschuppen bedeckt. Am Ende der Zehen sind Krallen ausgebildet.
Bei Greifvögeln werden beide Füße auch als „Fänge“ (einzeln Fang) bezeichnet, da sie zum Ergreifen und Schlagen der Beute verwendet werden. In der Falknersprache werden die Füße von Bisstötern bzw. Griffhaltern als „Hände“ bezeichnet. Bei Schwimmvögeln wird der Fuß auch als „Schwimmer“ bezeichnet.

## Grundaufbau
Bei Vögeln ist das Sprunggelenk (Tarsalgelenk) anders als bei Säugern ausgebildet, da die Knochen der ursprünglichen proximalen Knochenreihe des Sprunggelenks mit dem Schienbein zum Tibiotarsus und die der distalen Reihe mit dem Mittelfußknochen zum Tarsometatarsus (Laufbein) verwachsen. Anstatt eines zusammengesetzten Tarsalgelenks ist somit eine einfache, als Intertarsalgelenk bezeichnete Knochenverbindung ausgebildet.
Der Mittelfuß oder „Lauf“ in engerem Sinne wird durch den bereits erwähnten Mittelfußknochen gestützt. Bei Vögeln ist, unabhängig von der Anzahl der Zehen, nur ein einheitliches Laufbein ausgebildet. Dieses besitzt im oberen Teil an der Hinterseite einen knöchernen Wulst, den „Hypotarsus“, mit Rinnen oder Kanälen für die Sehnen der Zehenbeugemuskeln.
Die Anzahl der Zehen variiert bei Vögeln je nach Art zwischen zwei und vier. Die meisten Vögel haben vier, nur zwei Arten, der Afrikanische Strauß und der Somalistrauß, haben nur zwei. Die Anzahl der Zehenglieder (Phalangen) ist um eine Einheit größer als die Ordnungszahl der jeweiligen Zehe; die erste Zehe hat also zwei Glieder, die zweite drei, die dritte vier und die vierte fünf.

## Zehenanordnung
Nach der Anzahl der Zehen und deren Anordnung am Fuß unterscheidet man verschiedene Typen des Vogelfußes.
Vier Zehen

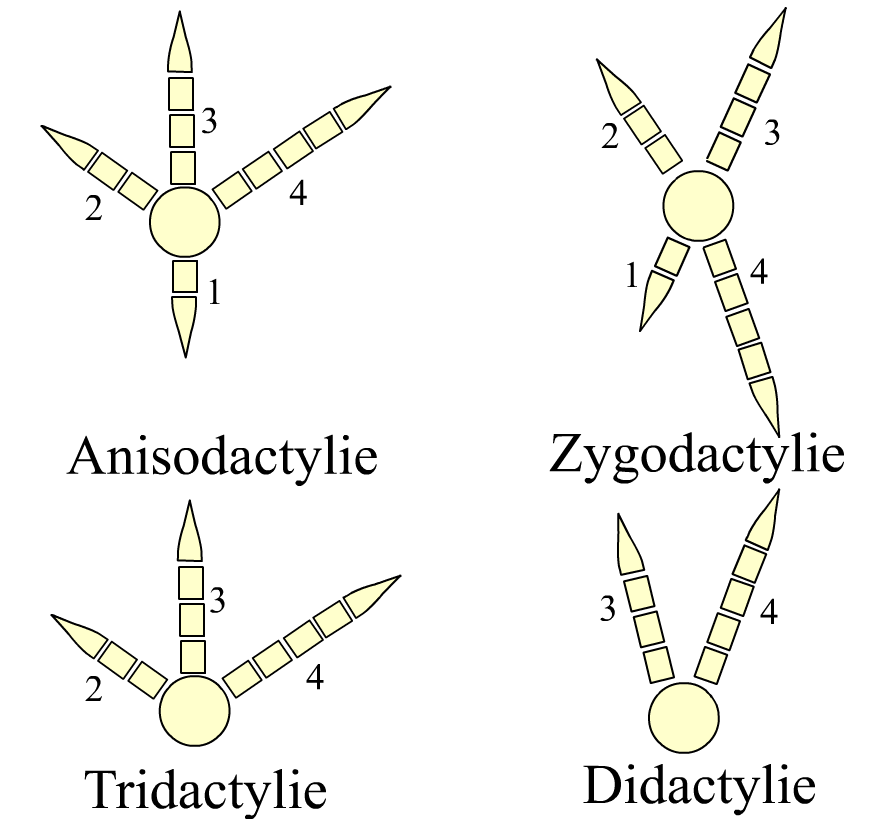
Zehenanordnung bei Vögeln

- Die anisodactyle Zehenanordnung ist die häufigste und beispielsweise bei allen Singvögeln vorzufinden. Dabei zeigt die erste Zehe nach hinten und die übrigen drei nach vorn.
- Die zygodactyle Anordnung ist die zweithäufigste Form: Die erste und vierte Zehe ist nach hinten gerichtet, die zweite und dritte nach vorn. Die Zygodactylie ist beispielsweise für Papageien, Eulen und den Kuckuck typisch.
- Die heterodactyle Anordnung entspricht der zygodactylen, jedoch ist hier Zehe 2 statt Zehe 4 nach hinten gerichtet. Bei dieser Form zeigen also die erste und zweite Zehe nach hinten, die dritte und vierte nach vorne. Eine solche Anordnung findet sich nur bei den Trogonen.
- Bei der pamprodactylen Anordnung zeigen alle vier Zehen nach vorn. Die erste und die vierte Zehe können sich dabei frei nach vorn und hinten bewegen. Die meisten Segler weisen eine solche Zehenstellung auf und können sich so an vertikalen Strukturen festhalten.
- Bei der Syndaktylie sind die zweite und dritte Zehe teilweise zusammengewachsen. Dies findet sich bei den Eisvögeln und anderen Vertretern der Rackenvögel.

Drei Zehen
- Wenn die erste Zehe ganz fehlt, bezeichnet man dies als Tridactylie. Eine Dreizehigkeit tritt bei vielen Laufvögeln (Emus, Nandus, Kasuare), Trappen und vielen Regenpfeiferartigen auf.

Zwei Zehen
- Die Zweizehigkeit des Straußes bezeichnet man als Didactylie.

## Merkmale

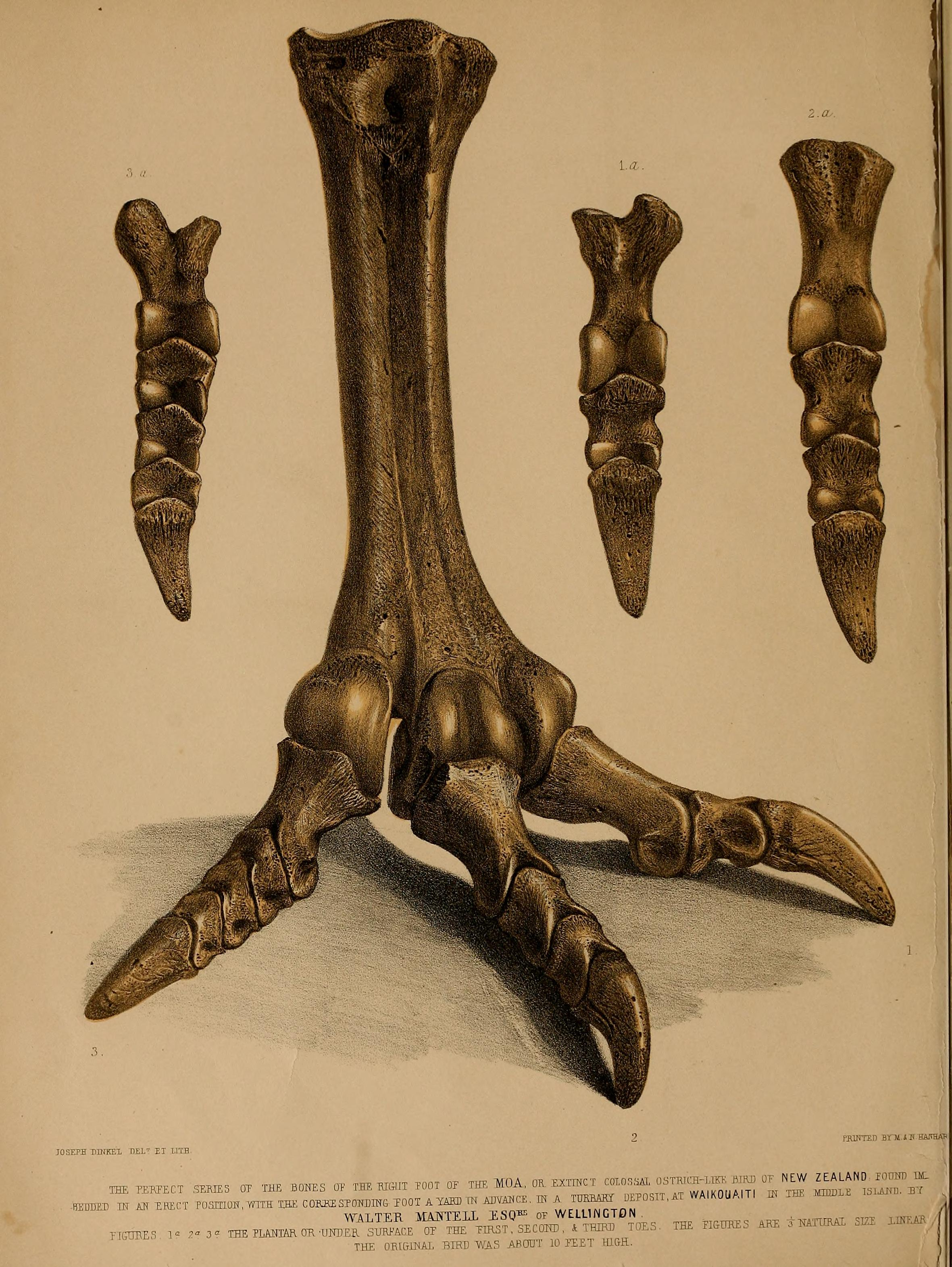
Skelett des rechten Fußes eines Moas, eines ausgestorbenen Laufvogels. Oben die Unterseite der Zehen.

Der Vogelfuß ist zumeist unbefiedert und mit Hornschuppen bedeckt. Das letzte Zehenglied trägt zumeist einen spitzen Hornüberzug in Form einer Kralle. Zwischen den Zehen sind bei Wasservögeln Hautfalten in Form von Schwimmhäuten ausgebildet, dieser Fuß wird als „Ruder“ bezeichnet.